# Raymond Stross
Raymond Stross est un producteur de cinéma britannique né le 22 mai 1916 à Leeds (Yorkshire-et-Humber) et mort le 31 juillet 1988 à Beverly Hills (Californie).

## Filmographie (sélection)
- 1952 : L'Homme qui regardait passer les trains (The Man Who Watched Trains go by) d'Harold French
- 1953 : Coup de feu au matin (Rough Shoot) de Robert Parrish
- 1955 : An Alligator Named Daisy de J. Lee Thompson
- 1955 : L'Abominable Invité (As Long as They're Happy) de J. Lee Thompson
- 1956 : Jumping for Joy de John Paddy Carstairs
- 1959 : Trahison à Athènes (The Angry Hills) de Robert Aldrich
- 1960 : Les Combattants de la nuit (The Night Fighters) de Tay Garnett
- 1963 : La Mort d'un sadique (The Very Edge) de Cyril Frankel
- 1964 : The Leather Boys de Sidney J. Furie
- 1967 : Le Renard (The Fox) de Mark Rydell
- 1969 : Lingots à gogo (Midas Run) d'Alf Kjellin